# Font de Can Sala de Dalt
La Font de Can Sala de Dalt és una obra de Cervelló (Baix Llobregat) protegida com a bé cultural d'interès local.

## Descripció
Font de muntanya agençada amb elements d'obra i un rafal que fa de mirador, ja que es troba per sobre del nivell topogràfic de la masia de Can Sala de Dalt, a uns 100 metres de distància.

## Història
A part d'altres captacions d'aigua que disposa la Masia de Can Sala de Dalt, aquesta font conserva elements d'obra de la captació primitiva i el mateix entorn originari del redós. Les construccions amb elements de suports de ciment armat demostra una construcció moderna, probablement dels anys 50 del segle xx.